# Storlandet, Korsholm
Storlandet kallas området mellan Iskmo sund och Degerträsk i kommunen Korsholm i Österbotten. Den ligger väster om byn Södra Jungsund cirka 400 km nordväst om huvudstaden Helsingfors.